# Lyssomanes adisi
Lyssomanes adisi là một loài nhện trong họ Salticidae.
Loài này thuộc chi Lyssomanes. Lyssomanes adisi được Dmitri Viktorovich Logunov miêu tả năm 2002.